# Landratsamt (Landgrafschaft Hessen-Kassel)
Landratsämter waren in der Landgrafschaft Hessen-Kassel zwischen 1774 und 1798 Verwaltungsbehörden der unteren Ebene.
Die Landgrafschaft Hessen-Kassel verfügte Mitte des 18. Jahrhunderts über eine historisch gewachsene Struktur von sehr unterschiedlichen Ämtern, die gleichzeitig Verwaltungs- und Gerichtsfunktionen wahrnahmen. Ein systematischer Verwaltungsaufbau fehlte. Im Bereich des Gerichtswesens hatte Hessen-Kassel 1742 das erhalten. Entsprechend wurde das Oberappellationsgericht Kassel als oberstes Gericht geschaffen, darunter nahmen die Regierungskollegien in Kassel, Marburg, Hanau und Rinteln die Funktion von Mittelgerichten wahr. Auf der unteren Eben war die Trennung der Rechtsprechung von der Verwaltung nicht umgesetzt.
Landgraf Friedrich II. warb den preußischen Kammerdirektor Heinrich Christian Bopp an und beauftragte ihn mit der Ausarbeitung einer Verwaltungsreform. Kern des Vorschlags war die Bildung von 10 Landratsämtern mit jeweils einem adligen Landtag an der Spitze nach preußischem Vorbild. Diese Landratsämter sollten Verwaltungsaufgaben für die ihnen nachgelagerten Ämter übernehmen, die Ämter selbst sollten für die Freiwillige Gerichtsbarkeit und Rechtsprechung zuständig sein. Mit Zustimmung der Landstände wurde dies 1774 umgesetzt. Moderner war auch die Besoldung. Während die bürgerlichen Beamten in den Ämtern nur sehr niedrige Bargehälter erhielten und sich von Naturalabgaben und vor allem Sporteln finanzierten, erhielten die Landräte ein festes Gehalt von 1000 Talern jährlich.
Gegen die Landratsämter entstand bald eine Opposition in der Städtekurie der Landstände. Die Städte kritisierten die Kosten der Landräte und deren Arbeit. 1779 beantragten die Städte zunächst erfolglos die Abschaffung der Landratsämter. Acht Jahre später waren die Städte erfolgreich und der Landgraf genehmigte mit Landtagsabschied vom 14. März 1798 die Abschaffung der Landratsämter. Die Ritterschaft stimmte dem zu, nachdem den ausscheidenden Landräten großzügige Ruhegelder zugesagt worden waren.